# Maria Adelsheimová-Popovičová
Maria Adelsheimová-Popovičová, narozená Pecková (srbsky Марија Аделсхајм-Поповић – Marija Adelschajm-Popovič; 13. června 1822, Košice – 13. února 1875, Bělehrad, Srbské knížectví) byla uherská herečka a divadelní pedagožka.

## Životopis
Maria Adelsheimová-Popovičová se narodila 13. června 1822 v Košicích. Jako herečka debutovala v Bratislavě v roce 1846 v německém divadelním souboru. Změnila si rodné příjmení na Adelsheimová, protože její rodina si nepřála, aby se věnovala herectví. Působila ve Vídni v „Karlově divadle“. V roce 1855 ji pozval chorvatský dramatik Dimitrij Demeter do Záhřebu do nově založeného Chorvatského národního divadla.
V Záhřebu se seznámila s hercem Lazou Popovičem a v roce 1863 se za něho provdala. V roce 1867 s ním odjela do Nového Sadu. V zimě roku 1868 se stala členkou tamního divadla. V letech 1869–1874 hrála a cestovala se souborem svého manžela Laza Popoviče. S kočovným divadlem objížděli jihoslovanské kraje, ale již na podzim roku 1874 se komunita rozpadla a Maria se s manželem vrátila do Bělehradu. V zimě měla nehodu, podstoupila operaci, ale vzhledem k těžkým zraněním, která utrpěla při pádu na ledě, zemřela 13. února 1875.

### Herectví
V Záhřebu hrála roli Debory ve stejnojmenné hře Salomona Hermanna Mosenthala, představila se jako Alžbeta v Laubeho tragédii Hrabě Essex, jako Leposava v Subotičově Zvonimírovi nebo jako Maca ve Freudenreichových Hraničářích.
Na bělehradské scéně vystoupila například v roli anglické královny Alžběty v Schillerově dramatu Marie Stuartovna, v roli vévodkyně ve Scribeho komedii Pohár vody, nebo jako Fadeta ve hře Cvrček, Birch-Pfeifferově divadelní adaptaci románu Die Grille od francouzské spisovatelky George Sandové.
Maria Adelsheimová-Popovičová byla talentovaná, vzdělaná a inteligentní žena. V první herecké generaci bělehradského Národního divadla působila jako učitelka mladých herců, lze jmenovat například Petara „Pera“ Dobrinoviče, srbského herce a režiséra.